# Nazionale femminile di hockey su prato dell'India
La nazionale di hockey su prato femminile dell'India è la squadra femminile di hockey su prato rappresentativa dell'India ed è posta sotto la giurisdizione della Indian Hockey Federation.

## Partecipazioni

### Mondiali
- 1974 – 4º posto
- 1976 – non partecipa
- 1978 – 7º posto
- 1981 – non partecipa
- 1983 – 11º posto
- 1986 – non partecipa
- 1990 – non partecipa
- 1994 – non partecipa
- 1998 – 12º posto
- 2002 – non partecipa
- 2006 – 11º posto
- 2010 – 9º posto
- 2014 – non partecipa
- 2018 – 8º posto

### Olimpiadi
- 1980 - 4º posto
- 1984-2008 - non partecipa

### Champions Trophy
- 1987-2009 - non partecipa

### Coppa d'Asia
- 1981 - Campione
- 1985 - non partecipa
- 1989 - 4º posto
- 1993 - 3º posto
- 1999 - 2º posto
- 2004 - Campione
- 2007 - 4º posto